# Francisco Fernández-Zarza Pérez
Francisco Fernández-Zarza Pérez, más conocido como Jano (Madrid, 6 de junio de 1922 - ibídem, c. 12 de mayo de 1992) fue un ilustrador y cartelista cinematográfico español, uno de los más considerados en su tiempo, junto a Soligó y Macario Gómez, alias «Mac».

## Biografía
Francisco Fernández-Zarza Pérez nació el 6 de junio de 1922 en Madrid. Autodidacta, durante la guerra civil española, colaboró como ilustrador en revistas republicanas, por lo que fue condenado a la cárcel.
En los años cincuenta trabajó como portadista de novelas y tebeos para editoriales como Dólar. Ilustró las portadas El Coyote —de J. Mallorquí—, Biblioteca de Chicas, o las colecciones Flash Gordon, El Príncipe Valiente o Rip Kirby, entre otras.
Aunque destacó sobre todo en el área de la publicidad cinematográfica, al convertirse en el cartelista preferido de las distribuidoras españolas Chamartín, Filmayer, Hispamex, Mercurio Films y Procines. Contaba para ello con un taller en la calle de Bordadores.

## Legado
En 2006, la Entidad de Gestión de Derechos de los Productores Audiovisuales (EGEDA) editó el libro Las estrellas del cine español vistas por Jano, bajo la coordinación de Montserrat Villa, que recogía retratos de 221 actores realizados por Jano. En 2014 tuvo lugar una exposición en su honor con el título JANO. Rostros de cine. 20 carteles para el recuerdo, así como un Curso de verano de la Universidad Complutense de Madrid con el título Jano y el cartel de cine en España.